# Didrik Christensen
Didrik Christensen (30 agosto 1903 – 24 maggio 1974) è stato un calciatore norvegese, di ruolo centrocampista.

## Carriera

### Club
Christensen giocò con la maglia dell'Odd.

### Nazionale
Conta 2 presenze per la Norvegia. Esordì l'11 giugno 1933, nel pareggio per 2-2 contro la Danimarca.

## Palmarès

### Club

#### Competizioni nazionali
- Coppa di Norvegia: 1

Odd: 1931